# Orchestre philharmonique George-Enescu

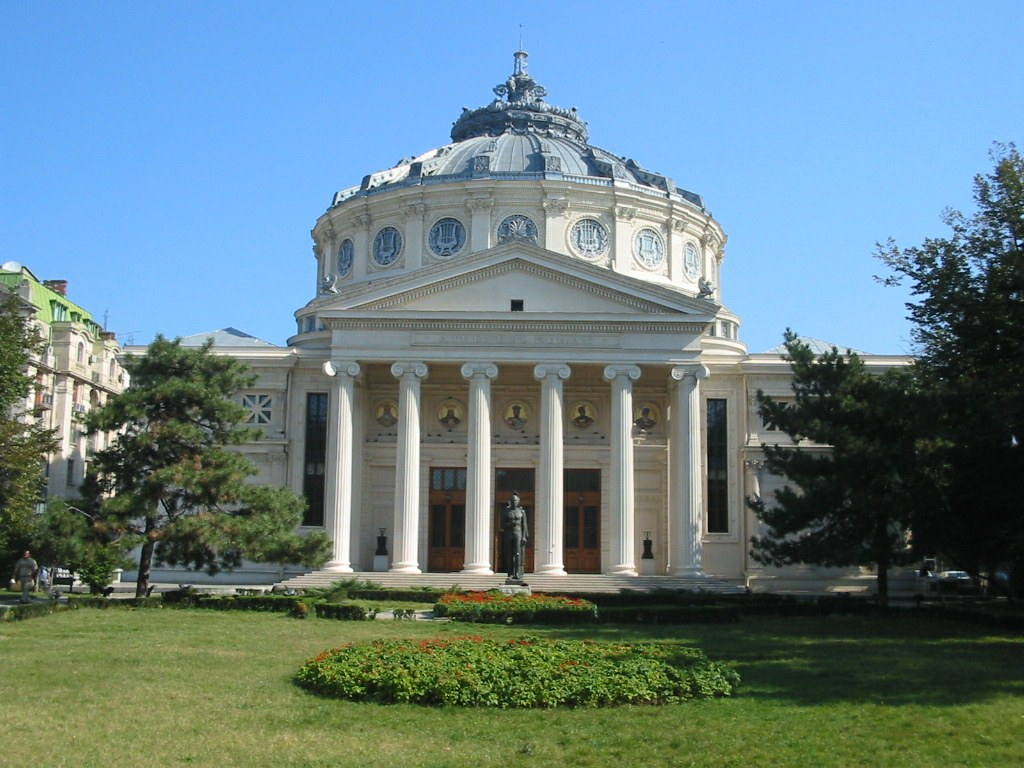
L'Athénée roumain siège de l'Orchestre philharmonique George-Enescu.

L'Orchestre philharmonique George-Enescu est une institution musicale de Roumanie fondée en 1868.

## Historique
En 1865, trois personnalités scientifiques, Nicolae Cretulescu, Constantin Esarcu et Vasile Urechea-Alexandrescu, fondent la société philharmonique de l'Athénée roumain (Societatea Filarmonica Romana) afin de construire à Bucarest un bâtiment consacré aux arts et à la culture qui portera le nom d'Athénée roumain. Une souscription nationale fut organisée afin de collecter l'argent nécessaire à cette réalisation. Cette souscription publique dura presque une trentaine d'années, avec le même slogan « Donnez une leu pour l'Ateneu ! » (Dați un leu pentru Ateneu).
En 1868, la société philharmonique crée l'Orchestre philharmonique qui ne porte pas encore le nom de George Enescu sous la direction du compositeur et chef d'orchestre roumain Eduard Wachmann. Ce n'est qu'en mars 1889, que Wachmann peut faire jouer son orchestre philharmonique dans la toute nouvelle salle de concert de l'Athénée roumain. Wachmann dirigera l'orchestre philharmonique jusqu'en 1907. Par la suite, d'autres chefs d'orchestre dirigeront l'ensemble musical, notamment Démétrius Dinicu, George Enescu, Constantin Silvestri et George Georgescu.  
En 1955, après la mort de George Enescu, l'orchestre philharmonique, dirigé par George Georgescu, ajoute son nom à sa dénomination. 
Pendant la direction de George Georgescu, le répertoire a été modernisé et la musique philharmonique fit son entrée dans le circuit international à travers sa participation à des rencontres à l'étranger et en invitant de grandes personnalités musicales de l'entre-deux-guerres mondiales, telles que: Jacques Thibaud, Pablo Casals, Igor Stravinsky, Enrico Mainardi, Alfred Cortot, Maurice Ravel, Richard Strauss, Yehudi Menuhin, Herbert von Karajan.
L'orchestre philharmonique George Enescu donne environ trois cents concerts par an.